# Djaja taret
La djaja taret, ou djaja tarat, suivant la transcription, signifiant littéralement « la poule s'est envolée », est un plat marocain.
Il s'agit d'un ragoût complètement végétarien. Il est composé de patates douces, de doubeurre, de pois chiches, le tout accompagné d'une sauce à l'huile d'olive, à la coriandre, au poivre et au safran.